# Hettie Dyhrenfurth
Harriet Pauline „Hettie“ Dyhrenfurth (16. listopadu 1892 – 28. října 1972) byla německá horolezkyně.

## Život
Narodila se ve Vratislavi. V roce 1911 se provdala za horolezce Güntera Dyhrenfurtha, s nímž měla tři děti – jedním z nich byl pozdější horolezec a filmař Norman Dyhrenfurth. V roce 1923 se rodina usadila v Salcburku a po dvou letech v Curychu. Roku 1925 všichni členové rodiny získali švýcarské občanství. V roce 1934 byla členkou himálajské expedice a vystoupila na vrchol hory Sia Kangri (7442 m n. m.). Překonala tak ženský výškový rekord z roku 1906, kdy Fanny Bullock Workman dosáhla při pokusu o výstup na Čo Oju výšky 6930 m n. m. Později kvůli svému židovskému původu odešla do Spojených států amerických, kde zůstala až do konce svého života.